# Пуло

пул із зображенням двоголового орла, володар Московії хан Джанібек, 1341–1357 рр.

Пуло, пул — російська мідна розмінна монета XIII–XVI століть, що з'явилася внаслідок панування Золотої Орди над Московією, як єдина грошова одиниця в одній економічній системі для Золотої орди та Московії. Назва цієї монети походить з татарської мови — «пуло», та історично перейшло в російську мову.

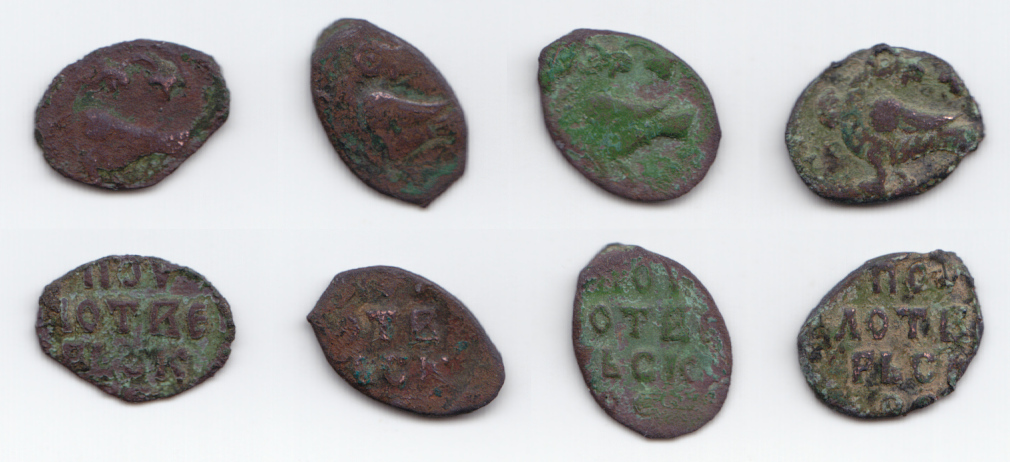
Пуло тверське, 1520-1547 pp. Мідь, 0.4–0.57 г. Легенда реверсу: ПОѴ ЛО ТВЄ РЬСК ОЄ.

Пуло карбували в Москві, Твері, Новгороді, Пскові та інших підмосковських містах. Місце карбування позначалося за допомогою напису на монеті:
- «пуло московське»,
- «пуло тверське» тощо[3].

В Європі такі мідні монети не карбували.
Вартість пула спочатку складала 60-70 пул за 1 дєнгу, згодом — 30-40 пул за деньгу.
Пул є монетою ханів Золотої Орди у XIII–XV століттях мала на аверсі викарбуваний рік та місце карбування. На реверсі монети мали різні зображення: тварин, птаства, квітів, речей (глек, сокира) або геометричних фігур.
Вага монети коливалася від 1 до 2 грамів.
У XVIII–XX ст. мідна монета пул відома у Середній Азії. У Бухарі в 1774 році гріш називали пул, а мідні гроші — карапул. За часів Мангутів вага пула чи карапула мала 4,5 грами. У XIX ст. вага пула впала до 2,6 грамів, на 1 тенгу (тенге) витрачали 55 пулів, потім 44 пули, а на початку XX ст. — 32 пули.
Відповідно назва цієї монети була перейнята для назви розмінної монети Демократичної Республіки Афганістан, й дорівнювала 1/100 афгані у 1978–1992 роках.